# Wojciech Borkowski (muzyk)
Wojciech Borkowski (ur. 12 marca 1953 w Krośnie) – polski pianista, kompozytor i aranżer.

## Życiorys
Edukację muzyczną rozpoczął w Państwowej Szkole Muzycznej w Krośnie w klasie fortepianu Jadwigi Okólskiej (1960-1966) i kontynuował w Państwowej Podstawowej Szkole Muzycznej i Państwowym Liceum Muzycznym w Krakowie w klasie fortepianu Danuty Myczkowskiej. Absolwent Państwowej Wyższej Szkoły Muzycznej im. Fryderyka Chopina w Warszawie w klasie fortepianu Profesor Danuty Dworakowskiej. W latach 1977–1990 był wykładowcą na tej uczelni. Zajmował stanowisko wicedyrektora Liceum Muzycznego im. Karola Szymanowskiego w latach 1992-1997. Od 1979 do 1985 roku był kierownikiem muzycznym w Teatrze Narodowym w Warszawie. Od 1991 roku jest kierownikiem muzycznym Teatru Ateneum.
Od 1981 roku do dzisiaj współpracuje z Magdą Umer jako pianista i aranżer. Współtworzył muzycznie wiele spektakli w reżyserii tej artystki m.in. Kobieta zawiedziona (1994), Callas i Marlene z Krystyną Jandą w roli głównej oraz Zimy żal (1989) i Big Zbig Show (1992).
W 1995 skomponował muzykę do filmu Pestka - ekranizacji powieści Anki Kowalskiej, będącego równocześnie debiutem reżyserskim Krystyny Jandy.
Podczas XXXIV Krajowego Festiwalu Piosenki Polskiej w Opolu (1997) był kierownikiem muzycznym koncertu Zielono mi poświęconego twórczości zmarłej Agnieszki Osieckiej. W koncercie wzięło udział wiele gwiazd polskiej muzyki m.in. Maryla Rodowicz, Anna Maria Jopek, Edyta Geppert, Grzegorz Turnau i Justyna Steczkowska.
Od końca lat 90. współpracuje z Michałem Bajorem jako pianista i autor większości aranżacji muzycznych utworów znajdujących się na płytach tego artysty wydanych po 2002 roku.
W 2008 roku wydawnictwo Agora wydało zapis spektaklu Chlip-hop, w którym Wojciech Borkowski wystąpił u boku Magdy Umer oraz Andrzeja Poniedzielskiego jako postać o pseudonimie Alle-gro. Spektakl z repertuaru Teatru Ateneum w Warszawie, prezentowany był również w Kanadzie, Stanach Zjednoczonych i Szwecji. W grudniu 2008 roku płyta Chlip-hop otrzymała status Złotej Płyty DVD.
Wojciech Borkowski wyreżyserował spektakl na deskach Teatru Ateneum Róbmy swoje (2016) – widowisko muzyczne z piosenkami Wojciecha Młynarskiego i z udziałem m.in. Joanny Kulig, Krzysztofa Gosztyły, Piotra Fronczewskiego oraz Tomasza Schuchardta.

## Twórczość

### Film i telewizja
- Mazepa – spektakl telewizyjny (1992, reż. Gustaw Holoubek) – muzyka
- Pestka (1995, reż. Krystyna Janda) – muzyka, wykonanie muzyki (fortepian), dyrygent
- Tristan i Izolda - spektakl telewizyjny (1996, reż. Krystyna Janda) – muzyka
- Król Edyp – spektakl telewizyjny (2005, reż. Gustaw Holoubek) – muzyka
- Klub kawalerów – spektakl telewizyjny (2000, reż. Krystyna Janda) – aranżacja
- Związek otwarty – spektakl telewizyjny (2000, reż. Krystyna Janda) – opracowanie muzyczne
- Smuteczek czyli ostatni naiwni (2011, reż. Maciej Stuhr) – aranżacja
- Zazdrość – spektakl telewizyjny (2011, reż. Krystyna Janda) – opracowanie muzyczne

### Dyskografia (wybór)
| Rok  | Album                                                                                            | Wytwórnia                                                | Forma twórczości                                                |
| ---- | ------------------------------------------------------------------------------------------------ | -------------------------------------------------------- | --------------------------------------------------------------- |
| 1988 | Krystyna Tkacz - Śpiewający aktorzy                                                              | Polskie Nagrania Muza                                    | Muzyka, aranżacje                                               |
| 1991 | Magda Umer - Koncert                                                                             | Pomaton EMI                                              | Kierownictwo muzyczne, fortepian                                |
| 1995 | Magda Umer - Wszystko skończone                                                                  | Pomaton EMI                                              | Aranżacje                                                       |
| 2000 | Katarzyna Groniec - Mężczyźni Utwór Piotrków Trzech                                              | Sony Music Entertainment Polska                          | Muzyka, keyboard                                                |
| 2000 | Michał Bajor - Kocham jutro Utwory: - Atlantyda - Nie ma już nic                                 | Pomaton EMI                                              | Muzyka                                                          |
| 2000 | Michał Bajor - Kocham jutro                                                                      | Pomaton EMI                                              | Aranżacje                                                       |
| 2002 | Katarzyna Groniec - Bez księżyca Utwór Bez księżyca                                              | Sony Music Entertainment Polska                          | Muzyka                                                          |
| 2004 | Michał Bajor - Za kulisami                                                                       | Agencja Artystyczna MTJ, Sony Music Entertainment Polska | Produkcja muzyczna, aranżacje, keyboard, fortepian              |
| 2010 | Magda Umer - Noce i sny                                                                          | Agencja Artystyczna MTJ                                  | Produkcja muzyczna, aranżacje, fortepian                        |
| 2011 | Michał Bajor - Od Piaf do Garou                                                                  | Agencja Artystyczna MTJ                                  | Produkcja muzyczna, aranżacje                                   |
| 2012 | Magda Umer - Wciąż się na coś czeka                                                              | Agencja Artystyczna MTJ                                  | Produkcja muzyczna, aranżacje, fortepian, instrumenty wirtualne |
| 2013 | Andrzej Poniedzielski - Szlafrock & Roll                                                         | Agencja Artystyczna MTJ                                  | Pianino                                                         |
| 2015 | Michał Bajor - Moja miłość                                                                       | Sony Music Entertainment Polska                          | Produkcja muzyczna, aranżacje                                   |
| 2015 | Michał Bajor - The Very Best Of Michał Bajor Utwory: - Albertyna - Dopóki wierzysz we mnie, miła | Agencja Artystyczna MTJ                                  | Muzyka                                                          |
| 2015 | Piotr Machalica - Piaskownica                                                                    | Agencja Artystyczna MTJ                                  | Kierownictwo muzyczne, muzyka, fortepian                        |
| 2016 | Różni artyści - Adam Mickiewicz zaśpiewany - Michał Bajor - Niepewność                           | EMPIK                                                    | Aranżacja                                                       |
| 2016 | Różni artyści - Krzysztof Kamil Baczyński Zaśpiewany - Czerwony Tulipan - Na Moście W Avignon    | Agencja Artystyczna MTJ                                  | Aranżacja                                                       |
| 2017 | Michał Bajor - Od Kofty... Do Korcza Vol. 1                                                      | Sony Music Entertainment Polska                          | Produkcja muzyczna, aranżacje                                   |
| 2017 | Michał Bajor - Od Kofty... Do Korcza Vol. 2                                                      | Sony Music Entertainment Polska                          | Produkcja muzyczna, aranżacje, fortepian                        |
| 2018 | Michał Bajor i jego goście - Kolędy 2018 - Joanna Kulig - Chociaż Zmęczona                       | Sony Music Entertainment Polska                          | Muzyka                                                          |
| 2018 | Michał Bajor i jego goście - Kolędy 2018                                                         | Sony Music Entertainment Polska                          | Produkcja muzyczna, aranżacje, fortepian, dźwięk                |

### Teatr
| Rok  | Spektakl                                     | Teatr                       | Reżyser                                 | Forma twórczości                             |
| ---- | -------------------------------------------- | --------------------------- | --------------------------------------- | -------------------------------------------- |
| 1982 | Klub kawalerów                               | Teatr Nowy                  | Mariusz Dmochowski                      | Opracowanie muzyczne                         |
| 1982 | Leśmian (interpretacje)                      | Teatr Narodowy              | Adam Hanuszkiewicz                      | Kierownictwo muzyczne                        |
| 1982 | Komedia pasterska                            | Teatr Narodowy              | Adam Hanuszkiewicz                      | Kierownictwo muzyczne                        |
| 1982 | Śpiewnik domowy                              | Teatr Narodowy              | Adam Hanuszkiewicz                      | Kierownictwo muzyczne                        |
| 1983 | Wyprawa plebańska. Albertus z wojny          | Teatr Narodowy              | Jerzy Krasowski                         | Kierownictwo muzyczne                        |
| 1984 | Żółta szlafmyca                              | Teatr Narodowy              | Ewa Bonacka                             | Kierownictwo muzyczne                        |
| 1985 | Geniusz sierocy                              | Teatr Narodowy              | Jerzy Krasowski                         | Opracowanie muzyczne                         |
| 1986 | Baśń o śpiącej królewnie i błękitnej róży    | Teatr Narodowy              | Paweł Galia                             | Muzyka                                       |
| 1989 | Zimy żal                                     | Teatr Rampa                 | Magda Umer, Jeremi Przybora             | Kierownictwo muzyczne                        |
| 1991 | Tuwim - kabaret                              | Teatr Ateneum               | Jan Kamieński                           | Aranżacja muzyczna, kierownictwo muzyczne    |
| 1992 | Poczekalnia                                  | Teatr Syrena                | Zbigniew Korpolewski                    | Muzyka                                       |
| 1992 | Zwierzenia służki Zerliny                    | Teatr Ateneum               | Kazimierz Kutz                          | Muzyka                                       |
| 1992 | Mazepa                                       | Teatr Ateneum               | Gustaw Holoubek                         | Muzyka                                       |
| 1992 | Księga czasu                                 | Teatr Ateneum               | Andrzej Pawłowski                       | Muzyka                                       |
| 1992 | Tacy byliśmy                                 | Teatr Współczesny           | Tomasz Dutkiewicz                       | Opracowanie muzyczne                         |
| 1992 | Big Zbig Show                                | Teatr Rampa                 | Magda Umer                              | Kierownictwo muzyczne                        |
| 1993 | Antygona w Nowym Jorku                       | Teatr Ateneum               | Izabella Cywińska                       | Opracowanie muzyczne                         |
| 1993 | Matka noc                                    | Teatr Ateneum               | Wojciech Adamczyk                       | Opracowanie muzyczne                         |
| 1993 | Dymny. Piosenki, wiersze i wymyślania        | Teatr Ateneum               | Maciej Wojtyszko                        | Kierownictwo muzyczne                        |
| 1993 | Tak jest jak się państwu zdaje               | Teatr Ateneum               | Waldemar Śmigasiewicz                   | Muzyka                                       |
| 1993 | Sie kochamy                                  | Teatr Studio                | Ewa Mirowska                            | Instrumentacja                               |
| 1994 | Iwona, księżniczka Burgunda                  | Teatr Ateneum               | Waldemar Śmigasiewicz, Maciej Wojtyszko | Opracowanie muzyczne                         |
| 1994 | Opera za trzy grosze                         | Teatr Ateneum               | Krzysztof Zaleski                       | Dyrygent                                     |
| 1994 | Kobieta zawiedziona                          | Teatr Powszechny            | Magda Umer                              | Kierownictwo muzyczne                        |
| 1994 | J.B. i inni                                  | Teatr Ateneum               | Tadeusz Konwicki                        | Opracowanie muzyczne                         |
| 1994 | Fantazy                                      | Teatr Ateneum               | Gustaw Holoubek                         | Muzyka                                       |
| 1994 | Arkadia                                      | Teatr Ateneum               | Andrzej Pawłowski                       | Muzyka                                       |
| 1995 | Prawdomówny kłamca                           | Teatr Ateneum               | Maciej Wojtyszko                        | Muzyka                                       |
| 1996 | Kupiec wenecki                               | Teatr Ateneum               | Waldemar Śmigasiewicz                   | Muzyka                                       |
| 1996 | Opera Granda                                 | Teatr Ateneum               | Maciej Wojtyszko                        | Dyrygent, kierownictwo muzyczne              |
| 1997 | Panna Tutli-Putli                            | Teatr Powszechny            | Krystyna Janda                          | Muzyka                                       |
| 1997 | Zmierzch długiego dnia                       | Teatr Ateneum               | Waldemar Śmigasiewicz                   | Muzyka                                       |
| 1997 | Korowód                                      | Teatr Ateneum               | Agnieszka Glińska                       | Muzyka                                       |
| 1997 | Maria Callas. Lekcja śpiewu                  | Teatr Powszechny            | Andrzej Domalik                         | Postać: Manny                                |
| 1997 | Garderobiany                                 | Teatr Ateneum               | Krzysztof Zaleski                       | Muzyka                                       |
| 1998 | Wujaszek Wania                               | Teatr Ateneum               | Tomasz Konina                           | Muzyka                                       |
| 1998 | Machiavelli                                  | Teatr Syrena                | Artur Barciś                            | Kierownictwo muzyczne                        |
| 1998 | Opowieści Lasku Wiedeńskiego                 | Teatr Ateneum               | Agnieszka Glińska                       | Opracowanie muzyczne                         |
| 1998 | Związek otwarty                              | Teatr Ateneum               | Aleksander Berlin                       | Opracowanie muzyczne                         |
| 1999 | Marlene                                      | Impart                      | Magda Umer                              | Oprawa muzyczna i aranżacje                  |
| 1999 | Moralność pani Dulskiej                      | Teatr Ateneum               | Tomasz Zygadło                          | Opracowanie muzyczne                         |
| 2000 | Trzy razy Piaf                               | Teatr Ateneum               | Artur Barciś                            | Kierownictwo muzyczne                        |
| 2000 | Kobieta...                                   | Teatr Ateneum               |                                         | Opracowanie muzyczne                         |
| 2001 | Skąpiec                                      | Teatr Ateneum               | Krzysztof Zaleski                       | Muzyka                                       |
| 2001 | Dwie sceny miłosne                           | Teatr Ateneum               | Krzysztof Zaleski                       | Muzyka                                       |
| 2001 | Kofta                                        | Teatr Ateneum               | Artur Barciś                            | Aranżacja muzyczna, kierownictwo muzyczne    |
| 2001 | Taka noc nie powtórzy się...                 | Teatr Syrena                | Artur Barciś                            | Kierownictwo muzyczne i aranżacje            |
| 2002 | Rewizor                                      | Teatr Ateneum               | Krzysztof Zaleski                       | Muzyka                                       |
| 2002 | Życie: trzy wersje                           | Teatr Komedia               | Krzysztof Zaleski                       | Muzyka                                       |
| 2002 | Piosenki z teatru                            | Teatr Powszechny            | Krystyna Janda                          | Opracowanie muzyczne                         |
| 2003 | Młynarski, czyli trzy elementy               | Teatr Ateneum               | Magda Umer                              | Aranżacja muzyczna, kierownictwo muzyczne    |
| 2004 | Król Edyp                                    | Teatr Ateneum               | Gustaw Holoubek                         | Muzyka                                       |
| 2005 | Rodzina Dreptaków                            | Teatr na Woli               | Jerzy Satanowski                        | Muzyka                                       |
| 2005 | ...i tyle miłości                            | Teatr Ateneum               | Andrzej Domalik                         | Muzyka                                       |
| 2005 | Zmierzch                                     | Teatr Ateneum               | Bogdan Michalik                         | Muzyka                                       |
| 2006 | Cyrulik sewilski                             | Teatr Ateneum               | Gustaw Holoubek                         | Kierownictwo muzyczne                        |
| 2007 | Chlip Hop czyli nasza mglista lap top lista  | Teatr Ateneum               | Magda Umer, Andrzej Poniedzielski       | Postać: Alle-gro, opracowanie muzyczne       |
| 2007 | Album rodzinny                               | Teatr Ateneum               | Adam Opatowicz, Andrzej Poniedzielski   | Kierownictwo muzyczne                        |
| 2007 | Trzy razy Piaf                               | Teatr im. Juliusza Osterwy  | Artur Barciś                            | Aranżacje                                    |
| 2008 | Stacyjka Zdrój                               | Teatr Ateneum               | Adam Opatowicz, Andrzej Poniedzielski   | Aranżacja muzyczna, kierownictwo muzyczne    |
| 2008 | Odejścia                                     | Teatr Ateneum               | Izabella Cywińska                       | Efekty dźwiękowe, muzyka                     |
| 2010 | Bóg mordu                                    | Teatr Ateneum               | Izabella Cywińska                       | Opracowanie muzyczne                         |
| 2012 | La Bohème. Wieczór piosenki francuskiej      | Teatr Ateneum               | Andrzej Domalik                         | Kierownictwo muzyczne                        |
| 2012 | Nie jesteś sama                              | Przedstawienie impresaryjne | Artur Barciś                            | Aranżacja muzyczna, kierownictwo muzyczne    |
| 2013 | Amoroso. Wieczór piosenki włoskiej           | Teatr Ateneum               | Artur Barciś                            | Kierownictwo muzyczne                        |
| 2014 | Niech no tylko zakwitną jabłonie             | Teatr Ateneum               | Wojciech Kościelniak                    | Kierownictwo muzyczne                        |
| 2014 | Amoroso                                      | Teatr im. Juliusza Osterwy  | Artur Barciś                            | Opracowanie muzyczne                         |
| 2015 | Papieżyca                                    | Teatr Ateneum               | Edward Wojtaszek                        | Muzyka                                       |
| 2015 | Piaskownica                                  | Teatr Atelier               |                                         | Kierownictwo muzyczne, muzyka                |
| 2016 | Róbmy swoje. Piosenki Wojciecha Młynarskiego | Teatr Ateneum               | Wojciech Borkowski                      | Kierownictwo muzyczne, reżyseria, scenariusz |
| 2017 | Kandyd, czyli Optymizm                       | Teatr Ateneum               | Maciej Wojtyszko, Adam Wojtyszko        | Kierownictwo muzyczne, opracowanie muzyczne  |

## Nagrody
- 2011 - Wrocław - Przegląd Piosenki Aktorskiej - Nagroda im. Bardiniego[5]